# Bois-Arnault
Bois-Arnault – miejscowość i gmina we Francji, w regionie Normandia, w departamencie Eure.
Według danych na rok 1990 gminę zamieszkiwały 652 osoby, a gęstość zaludnienia wynosiła 51 osób/km² (wśród 1421 gmin Górnej Normandii Bois-Arnault plasuje się na 364. miejscu pod względem liczby ludności, natomiast pod względem powierzchni na miejscu 218.).